# Orchestre Tshi Fumb'
L'orchestre Tshi Fumb' est un ensemble de musique tradi-moderne créé en 2015 à Pointe-Noire, en république du Congo.

## Histoire

### Création
L'orchestre Tshi Fumb', dont le nom signifie « la famille » en vili, a été créé le 5 mai 2015. Son siège social se situe à Loandjili-Faubourg, dans le 4e arrondissement de Pointe-Noire, la capitale économique du Congo.

### 2015:Hommage à Karal
En 2015, c'est l'hommage à Karel Molinga, ancien sociétaire disparu des groupes tradi-modernes Ban' bu libung (Les enfants de la parole), Bane B' Siane (Les orphelins), tous originaires de Mvoumvou, le second arrondissement de la ville, qui est à l'origine de cette formation.
Il s'ensuit un album de 4 titres dont l'éponyme Hommage à Karal.

### 2017:Fa wu! Fa ben! Fa fof!
En 2017, le groupe sort l'album Fa wu ! Fa ben ! Fa fof !. Cet opus de 6 titres est une rupture par rapport à ce qui se faisait jusqu'alors par leurs prédécesseurs que sont Ban' bu libung, Ban' bu Sian ou encore Wol Tchiloango (Les trésors du Loango).
Finies les sempiternelles complaintes qui rappellent les moments difficiles comme les veillées mortuaires, la perte d'un proche. On ajoute une touche de modernité avec des messages, des enseignements, des sections plus rythmées et plus festives.
Ces onomatopées remettent sur le devant de la scène un lieu qui était autrefois au centre de la vie des villages, avant son abandon pour les activités de la vie moderne.
Fa wu ! se traduit par « C'est là ! ». C'est l'endroit où tout le monde se retrouve pour socialiser et régler tous les litiges autour d'un feu. Ce lieu est appelé Moandza en vili. C'est l'équivalent du mbongui ou case à palabres. Fa ben ! signifie «  C'est le fameux endroit ! » Fa fof !, quant à lui, veut dire « C'est justement à cet endroit-là ! »

### 2018:Mbot' Sambwâli
En 2018, Tshi Fumb' s'associe à l'ethnolinguiste René Mavoungou Pambou et à Ballou Canta pour la réalisation de Mbot' Sambwâli, l'hymne du Royaume de Loango,.
Tandis que les textes sont de René Mavoungou Pambou, Ballou Canta s'est occupé de la direction artistique, notamment les voix des membres de l'orchestre Tshi Fumb'.
En février 2019, l'hymne est présenté au cercle culturel Jean-Baptiste Tati Loutard de Pointe-Noire, devant les dignitaires du Royaume de Loango. 
En juillet de la même année, il est présenté à l'Institut Français du Congo devant les ministres et les représentants du Royaume de Loango à Brazzaville.

### 2020:Biyawula

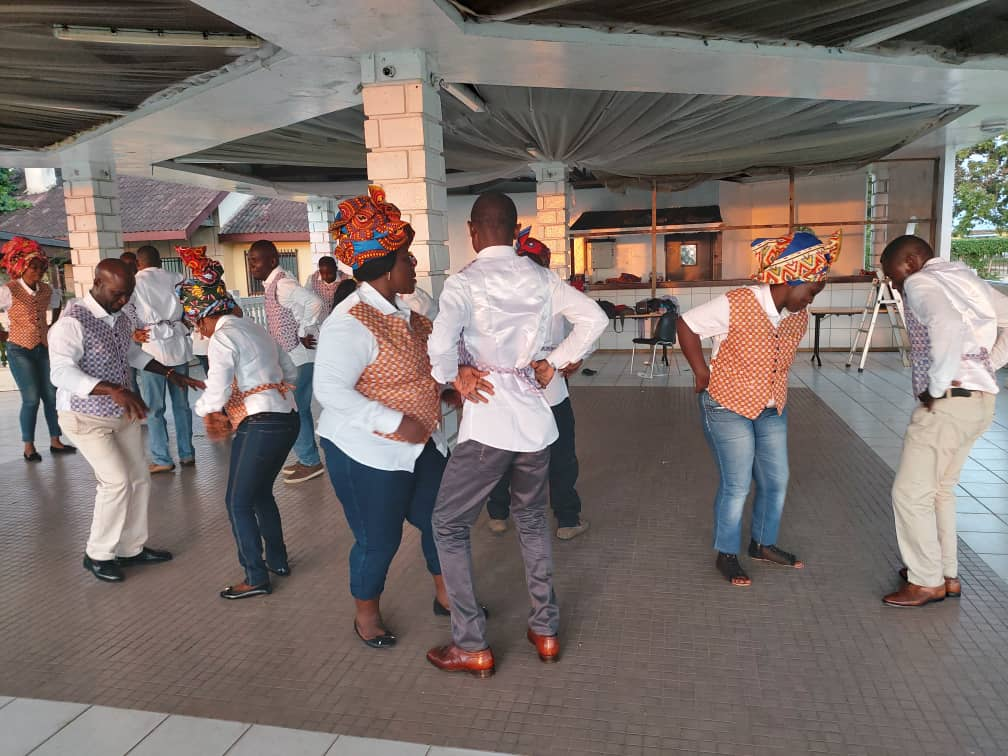
Les sociétaires de Tshi Fumb exécutant la danse Lu tchetu linda.

En 2020 sort l'album Biyawula, qui signifie Les foulards, toujours en collaboration avec Ballou Canta.
L'opus éponyme Biyawula revisite et modernise un rythme traditionnel chanté par les accompagnatrices de la Tchikumbi, en chemin vers les cours d'eau pour se laver et se débarrasser des impuretés après la période de claustration. Les deux autres titres Tchi Ta Noongu (Le conteur) et Mba yi nua mukundi (Je prendrai des comprimés) sont dans la même veine.
La danse Lu tchetu linda (J'ai mal aux reins) renforce cette ambiance rythmée.
Les autres titres sont plus traditionnels, notamment ceux qui accompagnent le rituel du tchikumbi.

### 2022: Masi
« Masi » (l’eau), est le titre du cinquième album du groupe Tshi-Fumb’ avec en en featuring l'artiste Ballou Canta. L'album est constitué de 12 titres écrits par Jonas Makosso Leli, président dudit groupe. Celui-ci indique : « Nous avons voulu faire un album universel où tout le monde se retrouve, un album avec des chansons pour faire danser tout le monde et qu’on peut jouer partout et dans des cérémonies diverses ».
Quant au choix du titre « Masi » donc l’eau, Jean-Bernard Mavoungou Bayonne, secrétaire général de Tshi Fumb’ indique : « Masi parce qu’on ne peut rien faire sans eau. Pour se laver, faire la vaisselle, la lessive, la cuisine et autres, il faut de l’eau. Pour que les plantes poussent, que les animaux vivent il faut de l’eau. L’eau c’est la vie, elle joie un rôle capitale dans la vie de l’homme et des autres êtres vivants. Nous avons voulu rendre hommage à cet élément qui est essentiel pour la vie sur terre ».

## Objectif
Son objectif premier est de promouvoir et de faire rayonner au Congo et à l'étranger, la culture du Royaume de Loango, à travers les chants agrémentant les activités du quotidien, mais aussi les chants et les danses initiatiques.

## Organisation
L'ensemble musical est constitué de deux entités complémentaires :
- Le groupe traditionnel, qui met en valeur les danses des Tchikumbi (jeunes filles nubiles), accompagnées de percussions d'instruments traditionnels tels que le tchikunda (double cloche en bois), les grelots, les tambours à fente (nkôoko), les hochets, sans oublier les tambours comme le patengue (tambour plat carré) ;
- Le groupe tradi-moderne, qui mélange les sonorités citées plus haut avec celles de la musique congolaise moderne par l'utilisation d'instruments tels que la batterie, la guitare électro-acoustique, la guitare basse, les congas.

Tshi Fumb' complète son offre artistique par un répertoire lyrique, musical et chorégraphique ouvert à d'autres genres musicaux.

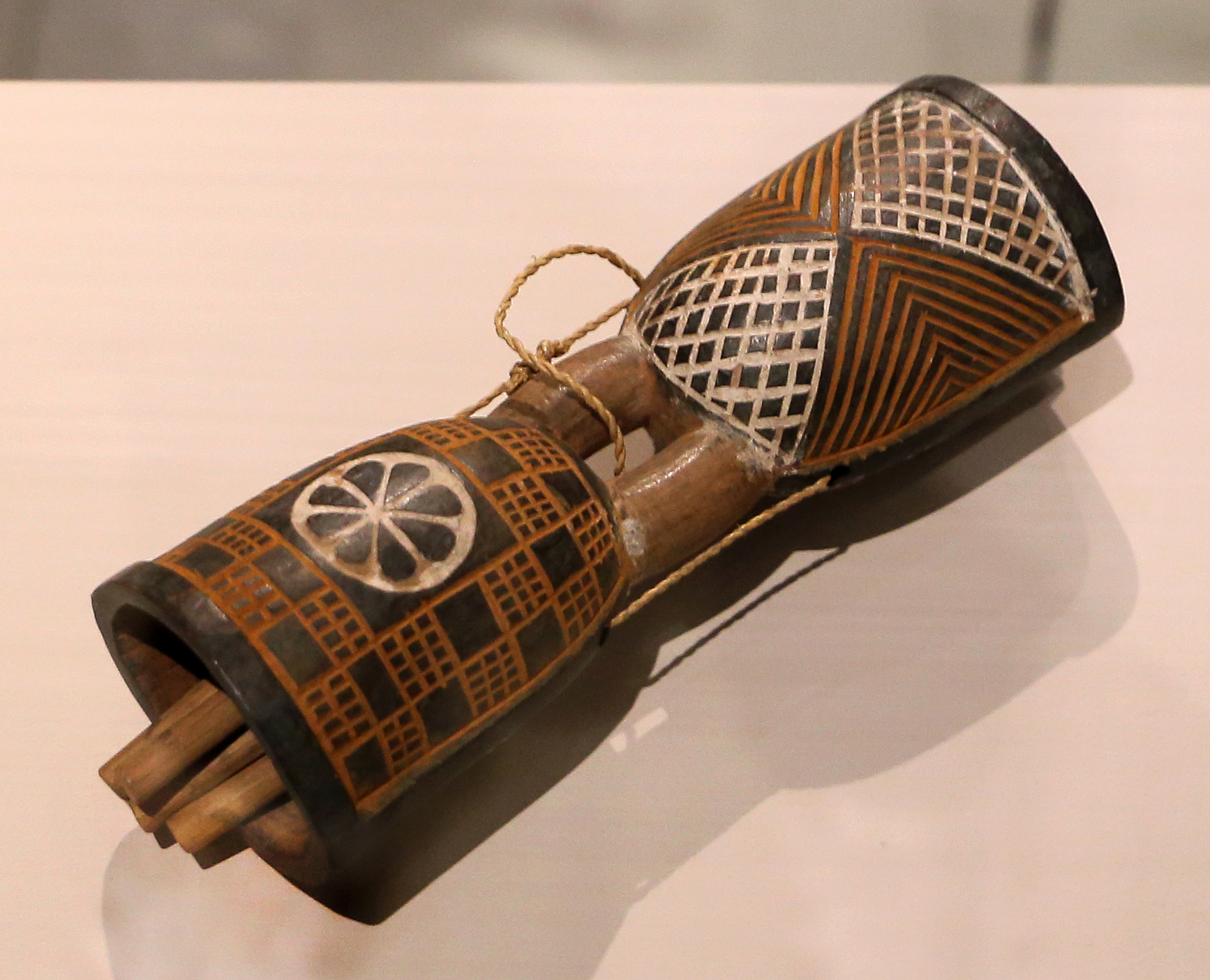
Double cloche tchikounda ; Vili du Royaume de Loango antérieure à 1898 (Bode-Museum).
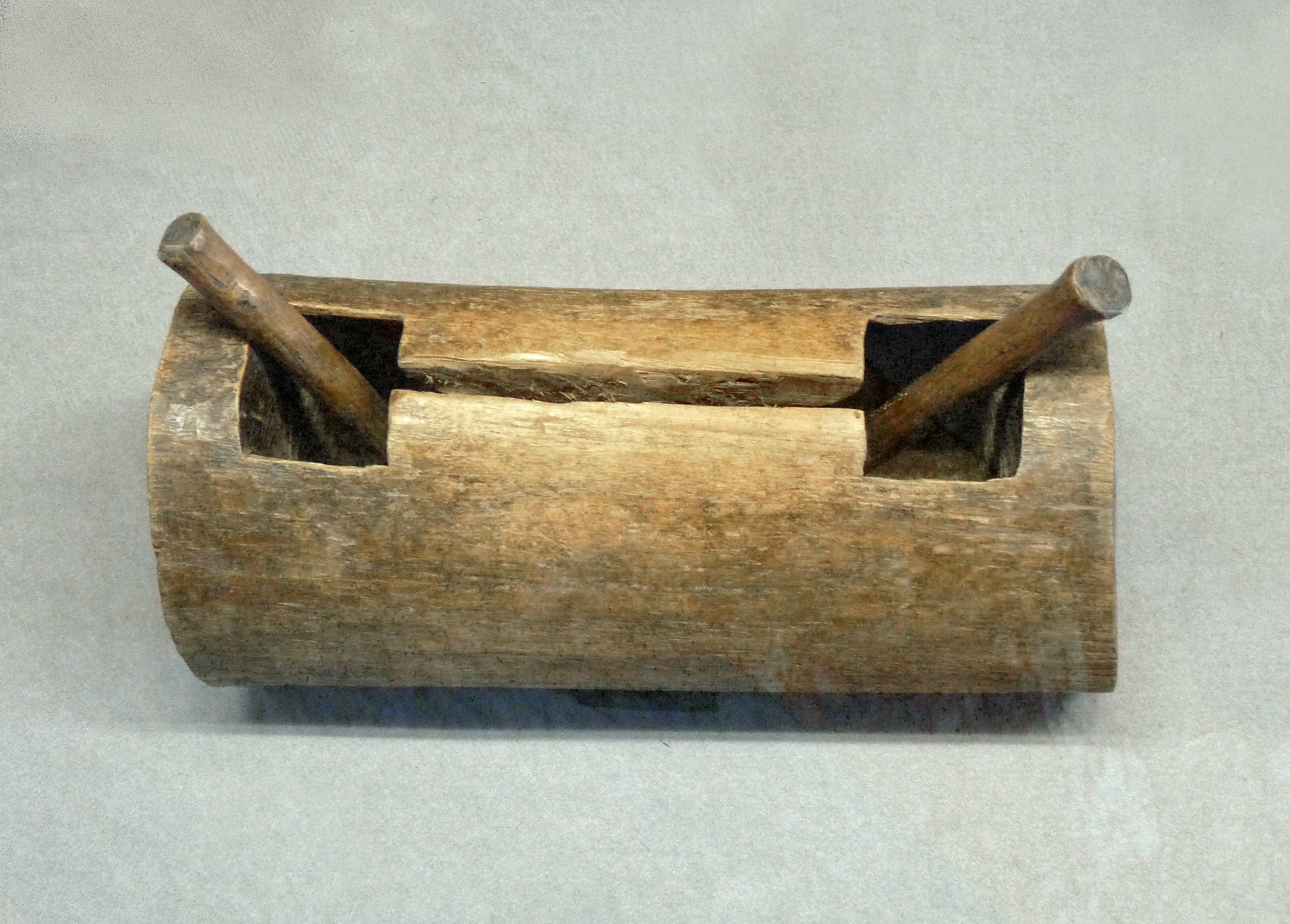
Tambour à fente yaka proche du nkôoko vili - Musée royal de l'Afrique centrale.

## Membres
Les différents membres sont ou ont été :

### Groupe traditionnel
- Safou Alain (percussion et chant)
- Makaya Olga (chant)
- Mavoungou Rita (chant Lead)
- Mboukou Olivier (percussion)
- Makossso Sylviane Viana (danseuse)
- Safou Vitline (danseuse)
- Bitsistsi Darla (danseuse)

### Groupe tradi-moderne

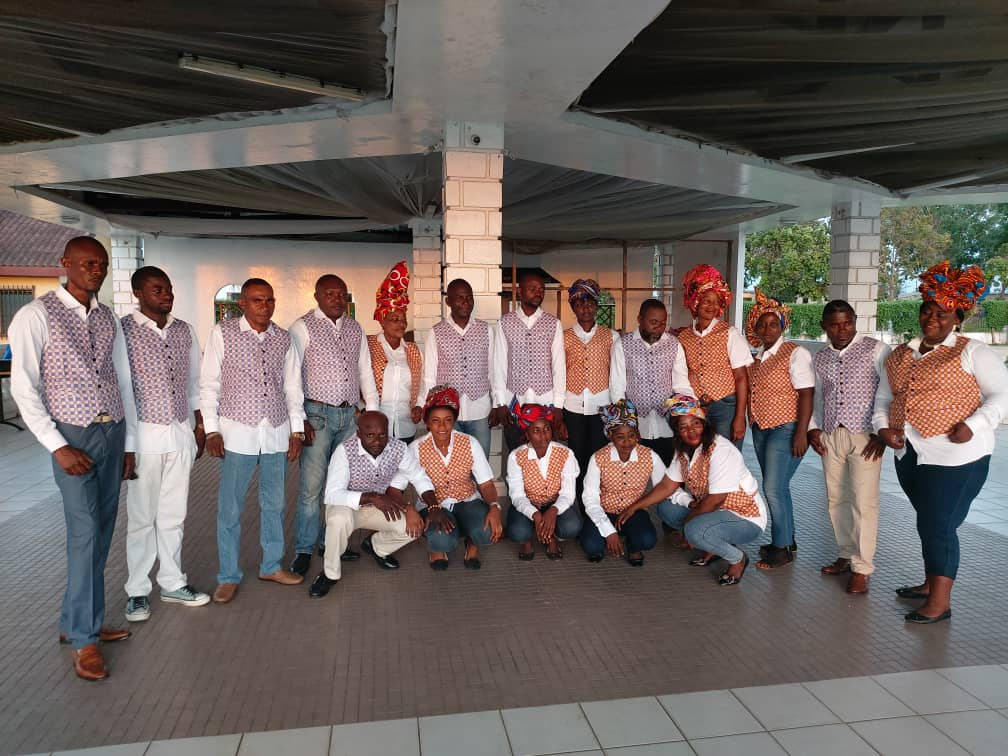
Les sociétaires de l'Orchestre tradi-moderne Tshi Fumb.

- Tchicounda Joseph dit TJ ou TJson (auteur, compositeur et guitariste)
- Mamboma Christian dit Hollandais (auteur, compositeur et guitariste)
- Djomaquet Hugues (guitare basse)
- Mangofo Serge Anicet (auteur, compositeur, chanteur)
- Loemba P. Blaise (batteur)
- Macoundith Nicole (chanteuse)
- Matouti Yoba Sylvain (auteur, compositeur, chanteur)
- Mboumba Vonda Joah (percussionniste)
- Mboumba Blaise (batterie)
- Matassa Magalie (chanteuse)
- Ngoyi Carlos Husgues (bassiste)
- Makaya Olga (chant)
- Mavoungou Rita (chant Lead)
- Taty Serge (auteur, compositeur, chanteur)
- Ilendo Aymard dit Douze (auteur, compositeur, chanteur)
- Safou Alain (percussion et chant)
- Pouti Christelle (chanteuse)
- Pouti Gina (chanteuse)
- Pandzou Genièvre (chanteuse)
- Mavoungou Sylvie (chanteuse)
- Mavoungou Épiphanie (chanteuse)
- Maitre Wing (saxophone)
- Malonga Brice (claviers)
- Boukou Olivier (percussions)
- Ngoma Charly (percussions)

## Récompenses

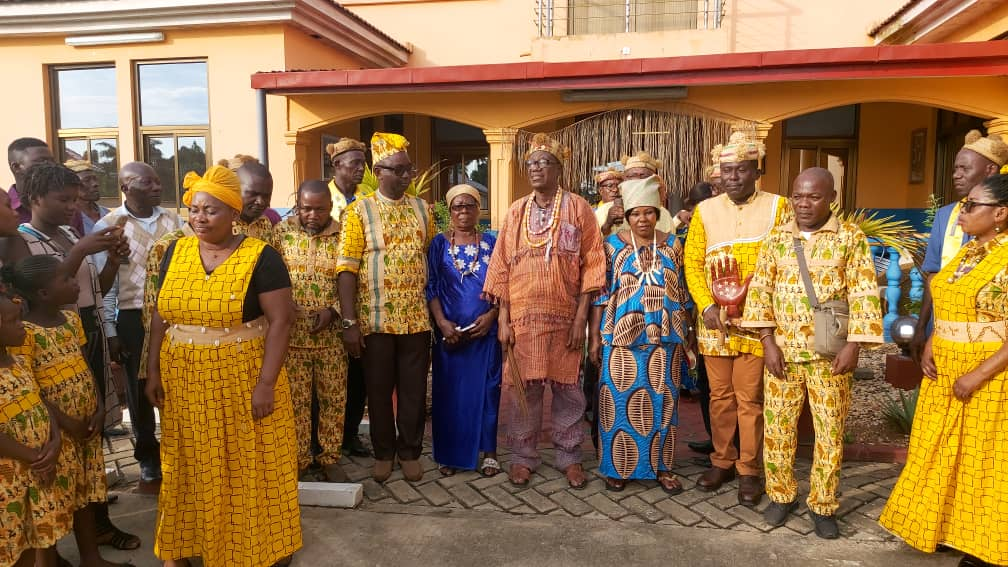
Présentation du trophée Pool Malebo Music Awards par le manager général Makosso Léli au Maloango Moé Makosso IV.

En novembre 2019, à Kinshasa, l'orchestre Tshi Fumb' est primé dans la catégorie du Meilleur groupe de musique tradi-moderne de l'année 2018 du Pool Malebo Music Awards, qui récompense les meilleurs artistes des deux Congo (Congo et République démocratique du Congo).

## Discographie

### Male Jones Production
- 2015 : Hommage à Karal (Album CD MJ001)
- 2017 : Fa Wu, Fa Ben', Fa Fof' (Album CD/DVD MJ002)
- 2018 : Mbot' Sambwâli L'orchestre Tshi-Fumb & El Maestro Ballou Canta (Album CD MJ003)
- 2020 : Biyawula (Album CD MJ004) [9]
- 2020 : Ta FLM, Hommage à François Luc Macosso (Album CD MJ005)
- 2022 : Masi (Album CD MJ006) feat. Ballou Canta